# Cola lateritia
Cola lateritia is een plantensoort uit de kaasjeskruidfamilie (Malvaceae). Het is een bladverliezende boom die gewoonlijk 15 tot 30 meter hoog wordt. Sommige bomen kunnen tot 50 meter hoog worden. De boom heeft een rechte stam die tot 30 meter hoog kan worden en 80 centimeter in diameter zijn. De vruchten hebben een rode of roze kleur. De soort staat op de Rode Lijst van de IUCN geklasseerd als 'niet bedreigd'.
De soort komt voor in tropisch West- en Centraal-Afrika, van Guinee tot in Noord-Angola. Hij groeit daar in regenwouden, galerijbossen en secundaire bossen op hoogtes tot 1000 meter.
Bepaalde delen van de boom worden uit het wild geoogst voor lokaal gebruik als voedsel, medicijnen, vezels en hout. Het vruchtvlees van de vruchten is eetbaar en de cafeïnerijke zaden worden gekauwd. Bladknoppen en jonge bladeren worden gekookt en gegeten als groente. Daarnaast worden ze gebruikt tijdens feesten en inwijdingsceremonies.
Sommige plantendelen worden gedroogd in de zon en gerookt in een pijp om tuberculose te behandelen. Afkooksels van de schors worden gebruikt om pijn te behandelen en als vaginale douche. Huiduitslag wordt behandeld met een zalf die gemaakt is van de binnenste bast met gestampte klei. Ook worden deze uitslagplekken gewassen met een bladafkooksel. Vezels van de schors worden verwerkt tot touwwerk. Het hout wordt plaatselijk gebruikt voor timmerwerk en voor het maken van vaten en bogen.

## Variëteiten
- Cola lateritia var. lateritia
- Cola lateritia var. maclaudii (A.Chev.) Brenan & Keay